# Route nationale 167
Pour les articles homonymes, voir Route nationale 167 (homonymie).
La route nationale 167 ou RN 167 était une route nationale française reliant Vannes à Lannion.
À la suite de la réforme de 1972, elle a été déclassée en RD 767.

## Ancien tracé de Vannes à Lannion (D 767)
- Vannes (km 0)
- Locminé (km 27)
- Pontivy (km 51)
- Mûr-de-Bretagne (km 67)
- Corlay (km 82)
- Guingamp (km 114)
- Bégard (km 130)
- Lannion (km 150)

## Après le déclassement

### Voie express Vannes-Pontivy
- Échangeur entre N 165 (Nantes, Lorient), D 767 / Vannes-Avenue Pompidou et Vannes-Ménimur, sortie de Vannes
- Carrefour giratoire entre D 767 et Vannes-Ménimur : Kerniol
- Carrefour giratoire entre D 767, Vannes-Ménimur/Gare et D 135B (Saint-Avé) : Les Trois Rois
- D 135 Le Poteau : Saint-Avé-Le Poteau, Pescop
- D 308 Berval (de et vers Vannes) : Meucon
- D 778 Le Guernevé : Meucon, Plaudren, Saint-Jean-Brévelay, Josselin, Aéroport de Vannes
- Intersection de Keravel
- D 767a / D 133 Collec : Locméria-Grand-Champ, Locqueltas
- D 133e Loc'h : Grand-Champ
- D 115 La Basse Cour : Colpo
- Elizen (de et vers Pontivy)
- D 318 Kervehel : Moustoir-Ac
- : Locminé (en construction)
- Carrefour giratoire entre D 767, D 724 (Bignan, Moréac, Locminé) et N 24,  Échangeur entre N 24 (Rennes, Lorient) et D 767
- D 117 Bodam : Moréac, Locminé (en construction)
- D 203 Kerroux : Naizin, Moustoir-Remungol
- Carrefour giratoire entre D 767 et D 764 (Kerfourn, Naizin, Josselin, Ploërmel) : Gohélève
- Carrefour giratoire entre D 764 (Pontivy) et D 768 (Lorient, Loudéac, Saint-Brieuc)

### Voie express Guingamp-Lannion
- Échangeur entre N12 et D767  Carrefour giratoire entre D767, D712 et N12 :
  -  N12 : Saint-Brieuc, Guingamp-Centre, Callac, Bourbriac
  - D712 : Guingamp-Ouest, Grâces, Saint-Brieuc Véhicules lents, Lannion Véhicules lents, Lycée Agricole de Kernilien
  - D712 : Morlaix, Tréglamus, Belle-Isle-en-Terre, Morlaix Véhicules lents, Aire de Covoiturage de Kernilien - Guingamp
  -  D767 : Lannion, Perros-Guirec, Bégard, Pédernec, Plouisy, Tréguier, Armoripark
- Début de 2x2 voies, 110 km/h.
- D712 - C8 : Plouisy, La Roche-Derrien, Tréguier
- D20 - C5 : Pédernec, Saint-Laurent, ZA de Maudez
- D32 : Saint-Laurent, Armoripark
- D32 : Bégard, Pontrieux (depuis et vers Guingamp)
- C7 : Bégard, Pontrieux, ZA de Bégard, Valorys
- D33 : Cavan, Prat, La Roche-Derrien, Pluzunet
- D33A : Cavan (depuis Lannion)
- C9 : ZA de Cavan, Kerviged
- C5 : ZA de Cavan (depuis et vers Lannion)
- D21 : Caouënnec-Lanvézéac
- D31 : Rospez, Tonquédec
- VC0 : Buhulien (depuis Lannion et depuis Guingamp)
- Avant giratoire. Avant fin de 2x2 voies.
- Avant giratoire. Fin de la 2x2 voies.
- Carrefour giratoire entre D767, D786, C0 et Voie Communale : 
  -  D767 : Saint-Brieuc, Guingamp, Caouënnec-Lanvézéac, Rospez, Bahulien
  - Voie Communale Sans Issue : Kertanguy, Convenant Gloal, Les Iles
  - C0 : Guingamp Véhicules lents, Aire de Covoiturage de Boutilh
  - D786 : Morlaix, Lannion, Plestin-les-Grèves, Trébeurden, Pleumeur-Bodou, ZA Kerampichon
  - D767 : Tréguier, Perros-Guirec, Trégastel
- Portion sans séparation centrale.
- Entrée dans l'agglomération de Lannion, avant giratoire.
- Carrefour giratoire entre D767, D786 et D65 : Le Lion de Saint Marc :
  - D767 : Saint-Brieuc, Guingamp, ZA Kerampichon
  - D786 : Autres Directions, Lannion-Centre
  - D786 : Tréguier, La Roche-Derrien
  - D65 : Rospez, Quemperven, Collège Yves Coppens
  - D767 : Perros-Guirec, Cote de Granit Rose, Espace Industriel, Aéroport
- Sortie de l'agglomération de Lannion. Portion sans séparation centrale.
- Entrée dans l'agglomération de Lannion, avant giratoire.
- Carrefour giratoire entre D767, D38 et D11 : Le Rusquet :
  - D767 : Saint-Brieuc, Guingamp
  - D11 : Lannion-Centre, Trégastel, Espace Industriel, Aéroport, Espace Commercial du Rusquet
  - D38 : Le Rusquet
  - D767 : Perros-Guirec, Trélévern, Louannec
- Sortie de l'agglomération de Lannion. Portion sans séparation centrale courte.
- Carrefour giratoire entre D767, D38 et Rue Édouard Branly : Jacques Papet-Lépine : 
  - D767 : Saint-Brieuc, Guingamp
  - D38 : Trélévern, Louannec, Parc Industriel Pégase Est
  - Rue Édouard-Branly : Parc Industriel Pégase Ouest, IUT, Stade René Guillou, Lannion-Trégor Communauté
  - D767 : Saint-Quay-Perros, Perros-Guirec
- Sortie de l'agglomération de Lannion. Portion sans séparation centrale.
- Avant giratoire.
- Carrefour giratoire entre D767, D788 et Rue Nivern Bihan : Kruguilh : 
  - D767 : Saint-Brieuc, Guingamp
  - D788 : Lannion-Centre, Espace Industriel, Aéroport
  - Rue de Nivern Bihan : Crec'h Quillé
  - D788 : Saint-Quay-Perros, Perros-Guirec
- Sortie de l'agglomération de Lannion. Portion sans séparation centrale. La Route Départementale D767 devient la Route Départementale D788.
- Carrefour giratoire entre D788, Rue de la Chapelle de Saint-Méen et Rue du Vernec : Saint-Méen :
  - D788 : Saint-Brieuc, Guingamp, Lannion
  - Rue de la Chapelle de Saint-Méen : Chapelle Saint-Méen
  - Rue du Vernec : Roudouanton, Prat Cottel, Ar Veneg
  - D788 : Saint-Quay-Perros, Perros-Guirec
- sur 1,5 km. Début de la 2x2 voies.
- Avant giratoire. Fin de la 2x2 voies.
- Intersection de Kernoël : ZA Paul ; ZA Kernoël
- Carrefour giratoire entre D788, Keregat, Avenue de la Mairie et Rue de Balaneyer Saint-Quay-Perros :
  - D788 : Saint-Brieuc, Guingamp, Lannion
  - Keregat : ZA de Kerliviec
  - Rue de Balaneyer : ZA Balaneyer, Terrain des Sports, Parking Stade
  - Avenue de la Mairie : Saint-Quay-Perros
  - D788 : Perros-Guirec
- sur 1 km. Début de la 2x2 voies.
- à 200 m.  Avant réduction à 1 voie.
- Réduction à 1 voie, avant giratoire.
- Entrée dans l'agglomération de Perros-Guirec, avant giratoire.
- Carrefour giratoire entre D6 et D788 Perros-Guirec Kerduel :
  - D788 : Saint-Brieuc, Guingamp, Saint-Quay-Perros, Lannion, Aéroport de Lannion
  - D6 : Louannec, Trélévern, Trévou-Trestel, La Roche-Derrien, Tréguier, Camping Municipal
  - D788 : Pleumeur-Bodou, Trégastel, Trébeurden, Perros-Guirec-Centre-Ville, Perros-Guirec-La Clarté, Perros-Guirec-Ploumanac'h
- Fin de la section Lannion - Perros-Guirec. La D788 continue traversant Perros-Guirrec ; ensuite, dessert le quartier de Ploumanac'h ; et enfin, les villes de Trégastel et de Trébeurden.